# Transesterificação
Transesterificação é uma reação química entre um éster (RCOOR’) e um álcool (R’’OH) da qual resulta um novo éster (RCOOR’’) e um novo álcool (R’OH).
transesterificação, processos de reacção entre as gorduras dos óleos e gorduras com um álcool e um catalisador, a reacção química de transesterificação produz dois produtos - glicerol e os ésteres de outro que é designado de biodiesel
- R, R’ e R’’ são radicais orgânico..

## Aplicação da Transesterificação
A transesterificação é o processo mais utilizado actualmente para a produção de Biodiesel. O processo inicia-se juntando o óleo vegetal com um álcool (metanol, etanol, propanol, butanol) e catalisadores (que podem ser ácidos, básicos ou enzimáticos). Para o exemplo mais comumente empregado, utilizando-se do metanol e como catalisador a soda cáustica, tem-se:
Nesse processo, obtém-se um éster metílico de ácido graxo (Biodiesel) e glicerina como subproduto, que é removida por decantação. O éster metílico de ácido graxo formado possui uma viscosidade menor que o triacilglicerol utilizado como matéria-prima.
A glicerina formada é usada por indústrias farmacêuticas, de cosméticos e de explosivos. O preço da glicerina era alto quando começou-se a produzir biodiesel em grande quantidade (por volta de 2002), mas caiu bastante em regiões (como a Europa) onde havia mais produção que consumo.